# 英語音系
无论是在时间层面还是空间层面，英语在发音上都有着巨大的变化。不过总体来说，世界各地英语口音彼此之间的音位學规则还是有规律可循的。例如，绝大多数英语口音在輕重讀音节会发生元音弱化现象，同时对于清浊辅音（如塞音、塞擦音及擦音等）的区分有着一套复杂的音系学特性。
英语的大多数口音都保留了辅音/w/（拼作⟨w⟩），或者辅音/θ, ð/（拼作 ⟨th⟩），而其它大多数日耳曼语族成员都发生了从/w/到/v/以及从/θ, ð/到/t, d/的转变：试比较英语will（i/wɪl/）及then（i/ðɛn/）和德语will（意为英文“want”，[vɪl] ⓘ）及denn（意为英文“because”，[dɛn] ⓘ）。
英语的音系学研究主要集中于各地优势或标准口音的一个或几个，例如英格兰地区的标准英音、北美地区的通用美式英語，以及大洋洲地区的澳大利亚英语。不过，世界范围内也有不少英语口音未受上述三大口音影响，例如各地的区域性方言。因此本条目中对上述标准口音的介绍对于整个“英语音系学”来说还只是很小的一部分。

## 音位
英語的音素數量因方言而異。任何真正的總數，都很視乎研究者如何詮釋其統計。例如約翰·C·韋爾斯的（朗文發音詞典）使用國際音標，指出英語標準發音有24個輔音和23個元音，另外有2個輔音和4個元音只用於外來詞，而通用美式英語有25個輔音和19個元音，另外有1個輔音和3個元音只用於外來詞。（美國傳統英語辭典）則指出美式英語有25個輔音和18個元音（包括一些R色彩元音），另外有1個輔音和5個元音用於外來詞。

### 辅音

#### 响音
- /l/的发音受方言影响会有不同：
  - /l/有两种主要的同位异音：一种为清晰[l]（称为“light L”），还有一种为模糊L或软腭化的[ɫ]（称为“dark L”或“velarized L”）。当/l/在元音前并且它们在同一个音节时，前面的l为清晰[l]；当/l/在辅音前或处于将结束发音的音节末位置时，为腭化的[ɫ]。
  - 在南威尔士、爱尔兰和加勒比地区，/l/ 通常为清晰L，而在北威尔士、苏格兰、澳大利亚和新西兰，它通常是模糊L。
  - 在通用美式英語和加拿大英语中，/l/总体为模糊L，但程度不同：在重读元音前它较为中性或者只是轻微软腭化。[2] 在美国南部口音中，在元音之间或其他一些位置的/l/明显是清晰L。[3]
  - 在英格兰南部以及新西兰和美国部分地区的城市口音中，/l/可以在音节末尾发为近音或半元音（[w]、[o]、[ʊ]）（L-vocalization）。
- 依据口音，/r/在世界上至少有以下几种同位异音（参阅英语/r/的发音）：
  - 龈后近音 [ɹ̠]（最常见的/r/发音，在大多英语方言中出现，包括英音和美音）
  - 卷舌近音 [ɻ]（出现在大多爱尔兰方言和美国一些方言）
  - 唇齿近音 [ʋ]（出现在英格兰东南部和一些伦敦口音，这种现象也被称为r的唇化）
  - 齿龈闪音 [ɾ]（出现在大多苏格兰、威尔士[4]、印度[5]和一些南非方言，以及苏格兰和爱尔兰的一些老旧方言中；不应与/t/闪音和/d/闪音相混淆）
  - 齿龈颤音 [r]（出现在一些老旧苏格兰方言和一些印度、南非、威尔士方言中[5][6][7]）
  - 浊小舌擦音 [ʁ]（发生在诺森比亚北部，基本消失；被称为诺森伯利亚喉音（英语：Northumbrian_burr））

- 大多数方言中，/r/在许多位置都是唇音化的[ɹ̠ʷ]，比如reed [ɹ̠ʷiːd]和tree [t̠ɹ̠̊ʷiː]；后者也可能是稍微唇音化[8]。
- 在一些有R音化的口音中，比如通用美式英语中，/r/在后面不接元音的时候，会充当前面元音或音节尾r音化的作用，比如：nurse [ˈnɚs]，butter [ˈbʌɾɚ]。
- 鼻音的区分在某些情况下是中和的。例如，在/p/、/t/和/k/前，对应地几乎只能有[m]、[n]及[ŋ]出现（例如在单词limp lint link中。注意link中的n发作[ŋ]）。这种现象甚至能跨音节或跨单词界限产生，尤其在重音节中：synchrony发音为[ˈsɪŋkɹəni]，但synchronic可以发作[sɪŋ-]或[sɪn-]。

#### 阻碍音
在大多数方言中，强（fortis）塞音和塞擦音/p, t, tʃ, k/有多种不同的同位异音，并通过多种语音特征与弱（lenis）塞音和塞擦音区分开来：
- 强辅音/p, t, tʃ, k/的同位异音有：
  - [pʰ, tʰ, kʰ]在一个轻重读起始音节之前时会送气，例如在potato中。在有后续流音的音群中，送气通常表现为该流音的清音化。同一个音节中的/s/后，例如stan、span和scan中，和在音节末，例如mat、map、mac[9]，这些音是不送气的。清擦音几乎总是不送气的，但一个要注意的例外是，它们通常在威尔士的一些英语语言地区是送气的。[10]
  - 英语的很多口音中，强辅音/p, t, k, tʃ/在某些位置是声门化（英语：Glottalization）的。这可能会发生在口腔闭合前的声门塞音（“喉前化”或“喉加强”（英语：Glottalization#Glottal reinforcement）），或作为声门塞音[ʔ]的替代（喉替代（英语：Glottalization#Glottal replacement））。/tʃ/只能为喉前化。喉前化通常出现在英式和美式英语中，并当强辅音音位后跟另一个辅音，或在词尾时。这样football和catching通常分别发成[ˈfʊʔtbɔːl]和[ˈkæʔtʃɪŋ]。喉替代也通常会发生在刚才给的例子中，像football就经常被发成[ˈfʊʔbɔːl]。此外，喉替代在英式英语中越发普遍，当/t/在两元音之间且前面的元音为重读时；因此better会经常被年轻人发作[ˈbeʔə]。[11] 这种T-声门化（英语：T-glottalization）经常发生在许多英国的地方口音，包括在考克尼口音中，也可经常发生在单词末。且/p/和/k/有时也同样如此。[12]
  - 对于一些公认发音（RP）发音者，末尾清塞音，尤其是/k/，会变成挤喉音。[13]
- 对于强（fortis）和弱（lenis）塞音：
  - 可能在单词末发生无声除阻 [p̚, b̚, t̚, d̚, k̚, ɡ̚][14][15]。这些同位异音在北美比英国更常见。[14]
  - 在其他塞音或塞擦音前几乎总是发生交叠除阻（masked release），例如rubbed [ˈɹʌˑb̚d̥]，第一个塞音的除阻在第二个塞音的持阻之后。这同样能应用在两连续塞音是同一发音部位辅音（英语：Homorganic consonants）（同一调音部位）时，比如top player[16]。一个要注意的例外是在威尔士英语中，这种塞音在此情况中经常会除阻。[10]
  - 塞擦音/tʃ, dʒ/在所有情况中都为必须擦音除阻。[17]
- 在美国和加拿大非常常见，在澳大利亚[18]和新西兰[19]较少见，某些位置的/t/和/d/可被发成浊闪音[ɾ]：当它们前面的元音为重读，且后面为一个轻读元音或成音节的/l/时。例子有：water、bottle、petal、peddle（后两个单词当闪音化时发音相似）。闪音一样会在单词之间，比如put it on。对于某些位置的/nt/组合，一些美语语言者会发作鼻音化的闪音，且这可能会和/n/无法区分，所以winter [ˈwɪɾ̃ɚ]可能会与winner [ˈwɪnɚ]发音相像或一样。[20]
- Yod-coalescence语音变化（英语：Yod-coalescence）把辅音丛/dj/、/tj/、/sj/和/zj/硬腭化为[dʒ]、[tʃ]、[ʃ]和[ʒ]，常常发生在被认为跨越音节边界的音群中。[21]
  - 对于重读音节的Yod-coalescence，像在tune和dune中，发生在澳大利亚、考克尼、河口英语、爱尔兰英语（某些）、纽芬兰英语、南非英语，和在新西兰英语及苏格兰英语（许多）的一些特定地区。这会引出新的同音异形，比如：dew和due都会发成Jew。[22]
  - 在像澳大利亚英语、南非英语和新西兰英语的特定变种中，在重读音节中的/sj/和/zj/会合音为[ʃ]和[ʒ]。例如在澳大利亚英语中，某些人会把assume发成[əˈʃʉːm]。[23]此外，一些英国、加拿大、美国、新西兰和澳大利亚语言者可能会在/tr/之前将/s/音变为/ʃ/，[24]所以像strewn这样有音群⟨str⟩的词会被发音为[ʃtruːn]。[25]
- 齿龈后辅音/tʃ, dʒ, ʃ, ʒ/为强唇化的：[tʃʷ dʒʷ ʃʷ ʒʷ]。[26]

### 元音
以下圖表顯示南部加州英語的重讀英語單元音（根據）。明顯的特徵是，例如中的/ɔ/和中的/ɒ/不存在，因為在此口音中與的/ɑ/合併，分別稱為和合併。

#### 緊張音æ
緊張音æ在很多美國英語的變體出現。元音/æ/變長和變高，在一些環境裡發音更變為雙元音，例如通常變成[eə]。在一些美式英語口音，/æ/和/eə/現時似乎已是獨立音位。

#### Bad-lad之分
之分在一些南部英格蘭英語和澳洲英語方言發生，區分在出現的長音位/æː/和在出現的短音位/æ/。

#### Cot-caught合併
合併是一種語音轉變，指、和等詞的元音與、和的變成一樣。此現象在北美英語甚為常見，見於大約40%美式英語和幾乎所有加拿大英語使用者。

## 語音過程
一些值得注意的英語語音過程：
首重音派生名詞表示很多英語詞的重音轉變來自該詞的名詞和動詞之意義。例如一個叛亂者（rebel；[ˈɹɛ·bɫ̩]；首音節重讀）想反抗（rebel；[ɹɪ·\·ˈbɛɫ]；第二音節重讀）統治者。相對於重音永遠在第二音節的詞，這類詞彙在每一個世紀都增加雙倍，現在也包括、和。
雖然英語方言的地區差異很大，但是大部分的發音仍然可以歸納成以下幾點：
- 清塞音/p t k/在詞首發成送氣音（例如），在詞中的重讀音節開頭（例如）亦然。
- 英語區分緊張和鬆元音，例如和，不過實際的語音表現因口音而異。
- 最初，每當[ɹ]在緊張元音或雙元音後面（在近代英語)，弱央脫流元音在雙元音和[ɹ]之間出現，使雙元音趨向央元音，例如[iə]（ [biəɹ]）、[uə]（ [puəɹ]）、[aɪə]（ [faɪəɹ]）和[aʊə]（ [saʊəɹ]）等。此現象稱為“元音割裂”。往後的歷史發展則視乎口音是否R音化。在非R音化口音如英語標準發音，元音後的[ɹ]脫落，上述例字的讀音變為[biə, puə, faɪə, saʊə]（現在標音為[bɪə, pʊə]），如此類推。至於在R音化口音如通用美式英語，[əɹ]組合更合併為一，成為非成節元音[ɚ]，使上述例子讀為[biɚ, puɚ, faɪɚ, saʊɚ]（現在標音為[bɪɹ, pʊɹ, faɪɹ, saʊɹ]），如此類推。因此，上述原本是單音節的詞語，與原本雙音節的詞語押韻，例如、和。
- 在很多但並非所有英語口音，類似的割裂也在[ɫ]前的緊張元音發生，產生發音如[piəɫ]、[puəɫ]、[peəɫ]和[poəɫ]。

## 音位結構
以下資料適用於英語標準發音。一些音節中，節首輔音可能以/j/作結，音位/ʍ/也可能出現。除此之外，資料也適用於其他主要的英語變體。/ʍ/只作為獨立的節首輔音，並不在輔音連綴出現。

### 音節結構
英語的音節結構是，亦即三個輔音、一個元音和四個輔音。最長的例子就是（/strɛŋkθs/，不過也可以讀成/strɛŋθs/）。

#### 節首輔音
現在有一種語音轉變（脫落），指輔音連綴中作為尾音的/j/逐漸消失。在英語標準發音，包含/sj/和/lj/的詞中，此輔音可以省略，例如[suːt]或者[sjuːt]。對於一些英語母語使用者，此語音轉變在更多情況發生，對一些英式英語使用者亦然。故此，例如在通用美式英語， /j/也不在/n/、/t/和/d/之後出現。在威爾士英語，/j/在更多輔音後出現，例如/tʃj/。
| 節首輔音的組合                                                                                                   | 例子 |
| 所有單輔音音位，除了/ŋ/                                                                                          |      |
| 塞音加無擦通音（除了/j/）： /pl/、/bl/、/kl/、/gl/、 /pr/、/br/、/tr/、/dr/、/kr/、/gr/、 /tw/、/dw/、/gw/、/kw/ |      |
| 清擦音加無擦通音（除了/j/）： /fl/、/sl/、 /fr/、/θr/、/ʃr/、 /sw/、/θw/                                         |      |
| 輔音加/j/： /pj/、/bj/、/tj/、/dj/、/kj/、/gj/、 /mj/、/nj/、/fj/、/vj/、/θj/、 /sj/、/zj/、/hj/、/lj/           |      |
| /s/加清塞音： /sp/、/st/、/sk/                                                                                   |      |
| /s/加鼻音： /sm/、/sn/                                                                                           |      |
| /s/加清擦音： /sf/                                                                                               |      |
| /s/加清塞音和無擦通音： /spl/、/spr/、/spj/、 /str/、/stj/、 /skl/、/skr/、/skw/、/skj/                          |      |

- 一些節首輔音較少出現，故此並不清楚它們是本族發音，或者只是並未同化的外來詞，例如/pw/ 、/bw/ 、/sv/ 、/sr/ 、/vr/ 、/ʃw/ 、/smj/ 和/sfr/ 。

#### 音節核心
以下都可以成為音節核心：
- 所有元音語音
- /m/、/n/和/l/在一些情況時（見下列的詞語層次規則）
- 英語的R音化和非R音化口音（例如通用美式英語）中，/r/在一些情況時（見下列的单字層次規則）

#### 音節尾音
以下的組合大部分都可以加上/s/或/z/來表示形位-s或z-，理論上全部均可，除了以/s/、/z/、/ʃ/、/ʒ/、/tʃ/ 或/dʒ/作尾音的詞。按照同樣道理，加上/t/或/d/可以表示形位-t或d-，以/t/或/d/作尾音的例外。
以下都可以成為音節尾音：
| 單輔音音位，除了/h/、/w/、/j/，以及R音化和非R音化口音中的/r/                                |
| 邊通音加塞音：/lp/、/lb/、/lt/、/ld/、/lk/                                                  |
| 在R音化變體，/r/加塞音：/rp/、/rb/、/rt/、/rd/、/rk/、/rg/                                  |
| 邊通音加擦音或塞擦音：/lf/、/lv/、/lθ/、/ls/、/lʃ/、/ltʃ/、/ldʒ/                            |
| 在R音化變體，/r/加擦音或塞擦音：/rf/、/rv/、/rθ/ /rs/、/rʃ/、/rtʃ/、/rdʒ/                   |
| 邊通音加鼻音：/lm/、/ln/                                                                    |
| 在R音化變體，/r/加鼻音：/rm/、/rn/                                                          |
| 鼻音加同器官的塞音：/mp/、/nt/、/nd/、/ŋk/                                                  |
| 鼻音加擦音或塞擦音：/mf/、非R音化變體的/mθ/、/nθ/、/ns/、/nz/、/ntʃ/、/ndʒ/、一些變體的/ŋθ/ |
| 清擦音加清塞音：/ft/、/sp/、/st/、/sk/                                                      |
| 兩個清擦音：/fθ/                                                                            |
| 兩個清塞音：/pt/、/kt/                                                                      |
| 塞音加清擦音：/pθ/、/ps/、/tθ/、/ts/、/dθ/、/dz/、/ks/                                      |
| 邊通音加兩個輔音：/lpt/、/lfθ/、/lts/、/lst/、/lkt/、/lks/                                  |
| 在R音化變體，/r/加兩個輔音：/rmθ/、/rpt/、/rps/、/rts/、/rst/、/rkt/                        |
| 鼻音加同器官的塞音加塞音或擦音：/mpt/、/mps/、/ndθ/、 /ŋkt/、/ŋks/、一些變體的/ŋkθ/         |
| 三個阻礙音：/ksθ/、/kst/                                                                    |

- 一些使用者省略/θ/前的擦音，故此該擦音在這些情況永不出現：/fɪfθ/變成[fɪθ]、/siksθ/變成[sikθ]和/twelfθ/變成[twelθ]。

### 音節層次規則
- 節首輔音和尾音並非必要
- /j/作為節首尾音時，（/pj/、/bj/、/tj/、/dj/、/kj/、/fj/、/vj/、/θj/、/sj/、/zj/、/hj/、/mj/、/nj/、/lj/、/spj/、/stj/、/skj/），隨後必定是/u:/或/ʊə/
- 長元音和雙元音後面不會是/ŋ/
- /ʊ/極少作尾音節的首音
- 塞音加/w/加/uː/、/ʊ/、/ʌ/或/aʊ/被排除[28]
- 當是同時在節首輔音連綴和尾音出現的輔音，而是短元音，組合實際上不存在。[28]

### 单字層次規則
- /ə/不在重音音節出現
- /ʒ/不在英語本族詞語的詞首出現，但是可以作為音節的首音，例如/trɛʒə/
- /θj/不在詞首出現，除了古老詞語
- 在非重讀音節，/m/、/n/、/l/和R音化變體的/r/可以作為另一輔音後的音節核心（即成節輔音），尤其是/t/、/d/、/s/或/z/。
- 單音節詞語如沒有輔音尾音，則一些短元音不會出現，稱為閉節元音。在英語標準發音，/ɛ/、/æ/、/ɒ/和/ʌ/是閉節的短元音。

## 英語發音歷史
大約在14世紀，英語經歷元音大推移，
- 例如和中的高長元音[iː]和[uː]變成雙元音，首先變為[əɪ]和[əʊ]（現在仍在一些口音的某些環境出現，例如加拿大英語），後來演變成現代的[aɪ]和[aʊ]。荷蘭語（只有第一次推移）和德語（同樣有兩次推移）也發生此現象，並非英語獨有。

其他長元音的元音高度提高：
- [eː]變成[iː]（例如）；
- [aː]變成[eː]（後來變成雙元音[eɪ]，例如）；
- [oː]變成[uː]（例如）；
- [ɔː]變成[oː]（後來變成雙元音[oʊ]，例如）。

往後的發展令情況複雜。在杰弗里·喬叟的時代，、和都擁有元音[oː]；而在威廉·莎士比亞的時代，其元音均為[uː]。而按照現代發音，的元音變短，成為[ʊ]，而的元音在大部分口音則變短和變低，成為[ʌ]。在莎士比亞的年代（16世紀晚期至17世紀初期），很多押韻組合都可成立，現在卻不能。例如在他的戲劇馴悍記，與押韻。

### 引用
1. ↑  . . 2000年  [2007年2月16日]. （原始内容存档于2011年8月24日） （英语）.
2. ↑  Wells (1982)，第490頁.
3. ↑  Wells (1982)，第550頁.
4. ↑  Collins & Mees (1990)，第91頁.
5. 1 2  Spitzbardt (1976)，第31頁.
6. ↑  Bowerman (2004)，第940頁.
7. ↑  Garrett, Coupland & Williams (2003)，第73頁.
8. ↑  Ladefoged (2001)，第55頁.
9. ↑  Roach (2009)，第26–28頁.
10. 1 2  Wells (1982)，第388頁.
11. ↑  Gimson (2008)，第179–180頁.
12. ↑  Wells (1982)，第323頁.
13. ↑  ,   [2023-05-04], （原始内容存档于2024-09-17） （英语）
14. 1 2  Celce-Murcia, Brinton & Goodwin (1996)，第64頁.
15. ↑  Cruttenden (2014)，第173–182頁.
16. ↑  Cruttenden (2014)，第170 and 173–182頁.
17. ↑  Cruttenden (2014)，第190頁.
18. ↑  Trudgill & Hannah 2002，第18頁
19. ↑  Trudgill & Hannah 2002，第25頁
20. ↑  Wells (1982)，第252頁.
21. ↑  Wyld (1936), cited in Wells (1982), p. 262.
22. ↑  Bauer & Warren (2005)，第596頁.
23. ↑  Wells (1982)，第207頁.
24. ↑  Durian (2007).
25. ↑  Hay (2008)，第37頁.
26. ↑  Collins & Mees (2013)，第86, 93頁.
27. ↑   ISBN 0-521-63751-1.
28. 1 2

### 书籍
- Roach, Peter (2000). English Phonetics and Phonology. Cambridge: CUP.

- Wells, John C. (1982), Accents of English, Volume 1: An Introduction (pp. i–xx, 1–278), Volume 2: The British Isles (pp. i–xx, 279–466), Volume 3: Beyond the British Isles (pp. i–xx, 467–674), Cambridge University Press,  ISBN 0-52129719-2, 0-52128540-2, 0-52128541-0
- Collins, Beverley; Mees, Inger M., , Coupland, Nikolas; Thomas, Alan Richard  (编), , Multilingual Matters: 87–103, 1990, ISBN 9781853590313
- Spitzbardt, Harry, , Niemeyer, 1976
- Bowerman, Sean, , Schneider, Edgar W.; Burridge, Kate; Kortmann, Bernd; Mesthrie, Rajend; Upton, Clive  (编), , 1: Phonology, Mouton de Gruyter: 931–942, 2004, ISBN 3-11-017532-0
- Garrett, Peter; Coupland, Nikolas; Williams, Angie, , University of Wales Press, 2003, ISBN 1783162082
- Ladefoged, Peter, , Blackwell, 2001, ISBN 0-631-21411-9